# 42479 Tolik
42479 Tolik è un asteroide della fascia principale. Scoperto nel 1981, presenta un'orbita caratterizzata da un semiasse maggiore pari a 2,6748524 UA e da un'eccentricità di 0,1170974, inclinata di 6,55340° rispetto all'eclittica.